# Панколь, Катрин
Катрин Панколь (родилась 22 октября 1954 года) — журналистка и французский автор ряда бестселлеров. Некоторые её книги переведены на 30 языков и проданы миллионными тиражами. Наиболее известна в США как автор Желтоглазых крокодилов.

## Жизнь и карьера
Катрин Панколь родилась в Марокко, где её отец, инженер, строил плотины и здания, а мать была школьной учительницей. Катрин Панколь была перевезена из Касабланки во Францию, когда ей было пять лет. Она изучала литературу и до перехода в журналистику работала преподавателем французского и латинского языков. Впоследствии она работала в редакциях журналов Paris Match и Cosmopolitan, где один из издателей уговорил её писать художественные произведения. Вслед за успехом её первого романа «Moi d'abord» (1979), Панколь переехала в Нью-Йорк, где она провела следующие десять лет, проводя занятия по литературному творчеству и сценарному мастерству в Колумбийском университете, параллельно работая над новыми произведениями: «La Barbare» (1981), «Scarlett, si possible» (1985) и «Les Hommes cruels ne courent pas les rues» (1990).
Панколь прославилась за её понимание человеческой психологии, особенно женской, и чувствительность к деталям, часто скрытую противоречивым юмором. Одна из её целей — вдохновлять женщин быть самими собой, выстраивая позитивные отношения с жизнью самой по себе.
Роман «Желтоглазые крокодилы»/«Les Yeux jaunes des crocodiles» (2006) получил огромный успех во Франции, где книга была продана более чем миллионным тиражом и удостоилась «Prix de Maison de la Presse, 2006» как самая продаваемая книга во Франции. Катрин Панколь была номинирована на премию «Лучший автор 2007 года» Издательства «Городец» (Москва). «Желтоглазые крокодилы» — шестая книга-бестселлер во Франции в 2008 году (Le Figaro littéraire). Произведение было переведено на русский, китайский, украинский, польский, итальянский, корейский, вьетнамский, латвийский, чешский, словацкий и норвежский. В 2014 году по книге был снят одноименный фильм «Желтоглазые крокодилы» (Les Yeux jaunes des crocodiles), главные роли в котором сыграли Жюли Депардье и Эмманюэль Беар.

## Личная жизнь
Катрин Панколь разведена и имеет двух взрослых детей. Живёт в Париже, Франция.

## Работа
Её трилогия: «Желтоглазые крокодилы», «Черепаший вальс» и «Белки в Центральном парке по понедельникам грустят» описывает отношения между членами семьи, в частности между двумя абсолютно разными сестрами.
В Крокодилах главная героиня, Жозефина Кортес, борется с разводом, экономическими проблемами, трудной дочерью-подростком, тираничной матерью и низкой самооценкой. Она запуталась во лжи, созданной её сестрой Ирис, став её призраком. По мере обнаружения её собственных талантов, она борется с невыплатами за её работу, которая становится бестселлером. Благодаря этим вызовам Жозефина вырастает и открывает себя такой, какая она есть на самом деле.

## Список произведений
- Trois baisers, 2017
- Мучачас (Muchachas), 2014 (трилогия)
- Белки в Центральном парке по понедельникам грустят (Les Écureuils de Central Park sont tristes le lundi), 2010
- Черепаший вальс (La Valse lente des tortues), 2008
- Желтоглазые крокодилы (Les Yeux jaunes des crocodiles), 2006
- Embrassez-moi, 2003
- Мужчина на расстоянии (Un homme à distance), 2002
- Et monter lentement dans un immense amour, 2001
- Я была первой (J'étais là avant), 1999
- Мы ещё потанцуем (Encore une danse), 1998
- За глянцевым фасадом (Une si belle image), 1994
- Vu de l'extérieur, 1993
- Крутые мужики на дороге не валяются (Les Hommes cruels ne courent pas les rues), 1990
- Scarlett, si possible, 1985
- La Barbare, 1981
- Сначала я (Moi d'abord),1979